# Вилџек
Вилџек (Wheeljack) је име неколико ликова из популарних цртаних серија Трансформерс, заснованој на популарној линији играчака који су произвели Такара и Хасбро.

## Генерација 1
Вилџек је ”луди научник” Аутобота. Његов алтернативни облик је Ланча Стратос Турбо.
Играчка која је ће постати Вилџек је оригинално издана као део Такарине серије Дајаклон. 1984, Хасбро ју је издао у САД.
Вилџек је описан као луди научник Аутобота јер увек измишља нова оружја и справице. Ова оружја, иако су развијена за корист Аутобота, често доносе велику опасност за њих. Вилџек је најбољи возач (када је у облику аутомобила) међу Аутоботима и ужива да показује своје возачке способности. Вилџек може да лети на релативно кратким растојањима. Из топа монтираног на раме, Вилџек може да испаљује магнетне зраке, рапрскавајуће гранате и жиро-инхибиторска зрна која могу да поремете метин осећај равнотеже. Често је сам себи највећи непријатељ због природе својих експеримената.

### Анимирана серија
Вилџек, коме је глас давао глумац Крис Лејта, је био први Трансформерс икада приказан у цртаним серијама. Његов роботски облик се одликује сијалицма са обе стране лица које светле када прича. У већини епизода је ретко приказан у првим линијама борбе, али је често био врло важан за радњу. Он, аутоботски доктор Речет и повремено човек Спаркплаг Витвицки су често приказани заједно радећи на израдњи разних уређаја, оружја или чак додатних Аутобота. Често, ове уређаје траже или освоје Десептикони и користе их против Аутобота. У епизоди "The Immobilizer", створио је уређај способан да имобилише било шта и Десептикони су успели да га заробе и искористе уређај против Аутобота.
Вилџек је био главни архитекта Динобота, иако су они ретко показивали да имају било какву присност са њиме. Заједно са Речетом је помогао у креирању Ериалбота од старих Сајбертронских шатлова. Како је серија напредовала, Вилџекове одговорности је преузео аутоботски научник Персептор.
У филму Трансформерс, који се одвија 2005. године, Вилџек је био распоређен у Граду Аутобота на Земљи. Убијен је у нападу Десептикона на Град Аутобота.

#### Трансформерс: Победа
Ипак, Вилџек се појавио 1989. у јапанској серији Трансформерс: Победа. Вилџек, заједно са Персептором и Минервом је позван да спасе Год Џинраија, кога су преобразили у Виктори Леа. Могуће објашњење за појављивање Вилџека након своје смрти је да филм Трансформерс дотад није био приказан у Јапану или напросто Вилџек није погинуо у филму.

### Марвелови стрипови
Вилџек је био један од оригиналних Аутобота, први пут се појавивши у броју 1 оригиналних Марвелових стрипова. У почетној четворобројној серији, Вилџек је био члан Оптимусове елитне посаде које се срушила на Земљу. Вилџек је у стриповима био више споредан лик кроз већи део серије. У броју 36, Вилџек је звао Скај Линкса у помоћ да би спасио групу људске деце од Гримлока. Гримлок је покушао да искористи децу да би уценио Бластера, који је пребегао од Аутобота. Кратко након тога, Вилџек је био тешко повређен у десептиконском нападу у броју 41. Њега и многе друге Аутоботе је касније оживео Гримлок користећи Нуклеон у броју 75 и оклевао је да их обавести битку против Уникрона у њиховом стању. Вилџек је још једном доживео свој крај од руку Десептикона у броју 80, али је поново враћен.

#### Марвелови стрипови (Велика Британија)
У британском стриповима, Вилџек је био тешко оштећен од стране Квинтесона у шестоброју ”Свемирски пирати”, смештеном у будућности. Такође је служио као члан Гримлоковог тима.

### Дримвејвови стрипови
У новом Дримвејвовом континуитету Генерације 1, Вилџек је био научник који је постао војник у предзорју грађанског рата између Десептикона и Аутобота. Када је избио грађански рат, Вилџек се придружио Аутоботима.
Вилџек је био присутан под командом Гримлока у бици код Алтихекса, где је убијен Аутобот Оверхол, а Десептикони Тандеркрекер и Скајворп су уништили транспорт горива неутралних Сајбертронаца. Немоћни да сачувају град, Аутоботи су помогли евакуацију цивила (Transformers: The War Within #1).
Када су Мегатрон и Оптимус Прајм нестали у несрећи са свемирским мостом, Аутоботи и Десептикони су се поделили у мање групе. Вилџек се придружио Гримлоковом тиму.
Гримлок је предводио свој тим који су чинили Ајронхајд, Кап, Слег, Слаџ, Снарл, Свуп и Вилџек у крађи пошиљке енергона од Старскрима и Предакона месечевој свемирској луци Алфа (Transformers: The War Within - The Dark Ages #1).
Шест милиона година раније, Ултра Магнус је уједионио је уједионио аутоботске фракције и предводио иј у победу над фракцијама Десептикона и Ултракона, иако су Старскримови Предакони наставили борбу. Мегатрон се вратио на Сајбертрон и преузео власт. Вилџек је био међу Аутоботима који су били поробљени под Мегатрон, све док се Оптимус Прајм није вратио на Сајбертрон и ослободио Аутоботе.
Вилџек је био међу оним Аутоботима који су пратили Оптимуса Прајма на Арковој мисији. На путовању их је пресрео Мегатронов брод Немезис. Након Десептиконског упада на Арк, брод се срушио на Земљу, а сви који су били на броду су остали да леже непокретни наредних четири милиона година.
1984. вулканска ерупција је пробудила Арков рачунар, Телетран 1 и он је поправио све Трансформерсе. Телетран 1 је преобразио Вилџека у облик земаљских кола.
После буђења Трансформерса на Земљи, Аутоботи су се ујединили са људима и на крају победили Десептиконе на смени векова. После ”Трагедије Арка II”, неколико Трансформерса, укључујући и Вилџека, је изгубљено у водама Арктика. Оптимус Прајм је пробудио Вилџека и неколико других Аутобота користећи Матрикс. Вилџек је био члан малог одреда под Џезовом командом који су одређени да спрече ширење Мегатроновог смртоносног вируса у канадским Северозападним територијама. Вилџек се жртвовао да би неутралисао ширење вируса, исцрпивши сву своју снагу и павши опет у стање мировања. Ипак, касније је показано да је Вилџек накнадно поправљен након његовог искуства са блиском смрти.
2003, Аутоботи и Десептикони на Земљи су били увучени у сукоб на Аљасци, када их је прекинуо одред са Сајбертрона под командом Шоквејва. Међу Шоквејвовим трупама су били Астротрејн, Блицвинг, Броадсајд, Октан и Сандсторм. Они су објавили да је рат на Сајбертрону завршен и да су Оптимусове и Мегатронове трупе криминалци због насилних дела. Шоквејв је тешко оштетио Мегатрона и одвео остале Десептиконе у свој шатл, док су се Аутоботи повукли у Арк. Блицвинг се придружио другом тиму са Сајбертрона под вођством Ултра Магнуса, заједно са Дирџом, Ремџетом и Трастом. Они су се суочили са Аутоботима на месту Арковог пада. Док су се Десептикони путовали ка Сајбертрону, Старскрим је избацио рањеног Мегатрона у свемир (Transformers Generation One II #1).
Када је Ултра Магнус дошао на Земљу тврдећи да су земаљски Аутоботи били криминалци на Сајбертрону, Оптимус Прајм се предао и са већином Аутобота се вратио на Сајбертрон. Џез је постављен за заповедника Арка и остао је на Земљи заједно са Броном, Речетом, Сајдсвајпом, Сантрикером, Виндчарџером и Вилџеком.
Вративши се на Земљу са Комбатиконима, Старскрим их је преобразио у земаљска возила и напао је преостале Аутоботе на Земљи. Формиравши Брутикуса, Комбатикони су поразили Џеза, Сајдсвајпа, Санстрикера, Вилџека и Виндчарџера. Само су Речет и Брон успели да избегну заробљавање, али вративши се у Арк, открили су да је укључена аутоматска одбрана и морали су да се пробију унутра. Брутикус их је пратио и Речет је уништио Арк у неуспелом покушају да се заустави Брутикус. Старскрим је на крају заробио Речета и Брона, тачно у тренутку када су аутоботски шатл и Сансторм стигли на Земљу.
Џезу, Ворпату, Бамперу, Сајдсвајпу и Санстрикеру су се придружили Виндчарџер и Вилџек, које је оправила Земаљска одбрамбена команда. На Аљасци, Џез и остали Трансформерси су се придружили Прауловом тиму који се вратио са Сајбертрона. Показано им је место изградње за нови Град Аутобота. Џез, Грепл, Хојст, Омега Суприм, Праул, Ред Алерт, Сајдсвајп и Санстрикер су били међу Аутоботима који су наставили рад на Граду Аутобота.

## Генерација 2
Иако није постојала Вилџекова играчка у Генерацији 2, Вилџеков лик се појавио у Марвеловој серији стрипова Генерација 2.

## Трансформерс: Армада
Вилџек је некада био Аутобот који је служио у истој јединици на Сајбертрону као и Хот Шот. Када су обојица била заробљена у пожару на бојном пољу, Вилџек је остао прикљештен испод рушевина, а Хот Шот је био приморан да га напусти да би довео помоћ, али је га је његов командант спречио да се врати. Вилџек је веровао да га је Хот Шот напустио, а када га је Мегатрон пронашао и спасио, заклео се на верност десептиконском команданту. У садашњости, Вилџек је дошао на Земљу у исто време као и Аутобот Сајдсвајп, и позвао је Хот Шота у жесток окршај, натеравши да обојица поново проживе прошлост и склоне своје проблеме у страну да могу да иду у битку као непријатељи. Хот Шот је победио, и нешто унутар Вилџека је омекшало. Када су се обе фракције вратиле на Сајбертрон, Вилџек је гарантовао Хот Шоту сусрет са Мегатроном (сада Галватроном) и блиско је сарађивао са њим токо битке са Уникроном. Вилџек се трансморисао у спортска кола и имао је моћ телепортације. Као додатак, могао да је да ствара илузије себе. Његова играчка је за партнера имала Миникона Винд Шира, који се није појављивао у анимираној серији.

## Алтенатори
У алтернативном Генерација 1 континуитету заснованом на Биналтек/Алтенатор линији играчака, догађаји из филма Трансформерс се нису десили због манипулације са временом коју је извршио Десептикон Ревиџ. Након сусрета са Ревиџом, Вилџеку је проказан прозор у будућност у ком су он и његови другови уништени. Користећи ово сазнање, Вилџек је избегао своју судбину у Граду Аутобота и преобразио је своје тело користећи Биналтек процес у бели Форд Мустанг. У свом новом телу. Са својим новим телом увећао своју снагу, одбрану и такође је опремљен ГТ системом. Вилџек је тек други Биналтек Аутобот после Смоукскрина ГТ који је искористио ГТ технологију као део пројекта куповине тела. ГТ технологија је омогућила Вилџеку да контролише неколико својих клонова. Тренутно, прича се одвија око Вилџека који је суочен са дилемом да ли да заустави Ревиџа и тиме загрантује своје уништење или да спаси себе и ризикује будућност.